# Gabriel Lipuš
Gabriel Lipuš (* 16. März 1965 in Bad Eisenkappel, Österreich) ist ein österreichischer Sänger, Gesangspädagoge und Komponist. Er ist Angehöriger der Volksgruppe der Kärntner Slowenen.

## Werdegang
Lipuš maturierte 1983 am Slowenischen Gymnasium in Klagenfurt und inskribierte noch im selben Jahr ebendort ein Lehramtsstudium der Musik an der Pädagogischen Akademie, wo er 1986 diplomierte. 1984 begann er parallel ein Gesangsstudium am Kärntner Landeskonservatorium (bei Janez Kampuš), 1986 schrieb er sich ebenfalls am Landeskonservatorium für ein Jazz-Studium (Klavier und Theorie) bei Harald Neuwirth ein. Von 1989 bis 1990 studierte er an der Jazzakademie in Graz Jazzgesang bei Jay Clayton. 1992 begann Lipuš ein Gesangsstudium an der Universität für Musik und darstellende Kunst in Wien (bei Ralph Döring und Kurt Equiluz), das er 1996 erfolgreich abschloss.
1992 begann Lipuš seine regelmäßige Auftrittstätigkeit als Bariton, seit 2007 tritt er auch als Tenor auf. Lipuš tritt in verschiedenen europäischen Konzert- und Theaterhäusern auf, vornehmlich jedoch im Alpen-Adria-Raum. Er arbeitet mit zahlreichen Orchestern, Dirigenten und Musikern zusammen, so z. B. mit der Big Band der öffentlich-rechtlichen Rundfunkanstalt Sloweniens und dem Kärntner Sinfonieorchester, Gudni A. Emilsson und Amos Talmon sowie Bernarda Fink, Annely Peebo und Wolfgang Puschnig.
Lipuš schreibt Musik für Radio, Film und Fernsehen, u. a. vertonte er mehrere Kinderbücher (z. B. Juri Muri v Afriki von Tone Pavček (1991) und Die Konferenz der Tiere von Erich Kästner (1999, in slowenischer Übersetzung)). Darüber hinaus wirkte er bereits an fast allen Theaterhäusern Sloweniens als Komponist und Arrangeur für Szenemusik. Als Sänger und Komponist ist er auf zahlreichen Tonträgern vertreten, welche er seit 1987 auch im Selbstverlag herausgibt. 2004 gründete er in diesem Zuge das Label Item Records.
Neben seiner künstlerischen Tätigkeit ist Lipuš seit 1986 ununterbrochen als Gesangspädagoge tätig. Er unterrichtete an mehreren Gymnasien in Klagenfurt und Umgebung, von 1997 bis 2004 lehrte er zudem an der Slowenischen Musikschule in Klagenfurt. Von 2001 bis 2018 unterrichtete er Sologesang am Kärntner Landeskonservatorium. Als Referent beteiligt er sich außerdem an verschiedenen Akademien und Meisterkursen. 1998 gründete er das Musiktheater Gabriel, in dessen Rahmen er Konzerte und Theatervorstellungen für Kinder und Erwachsene veranstaltet.  Seit Februar 2022 ist er Geschäftsführer des freien Radiosenders Radio AGORA 105 I 5 in Klagenfurt.
Lipuš lebt in Klagenfurt, er ist Sohn des Schriftstellers Florjan Lipuš und Bruder der Lyrikerin Cvetka Lipuš sowie des Fotografen Marko Lipuš.

## Preise und Auszeichnungen
- 2003: Preis für die beste Vorstellung im Rahmen des 10. internationalen Festivals Zlata paličica in Ljubljana
- 2004: Förderungspreis für Musik des Landes Kärnten
- 2005: Würdigungspreis der Kunstsektion des Bundeskanzleramts Wien für grenzüberschreitende kulturelle Arbeit

## Diskografie (Auswahl)
- Plevel / Unkraut 1. Chansons. Item Records, 1987.
- Juri Muri v Afriki von Tone Pavček. Mit Polde Bibič. Klagenfurt/Celovec: Mohorjeva/Hermagoras, 1990.
- Jošt in Jaka. Musical. Item Records; SPZ, 1995.
- Malo čezz. Musikkabarett. Gedichte von Boris A. Novak, Jani Oswald, Gustav Januš und Andrej Rozman Roza. Item Records, 2000.
- Robert Schumann: Dichterliebe; Ludwig van Beethoven: An die ferne Geliebte. Item Records, 2002.
- Čisto čezz. Musikkabarett. Gedichte von Andrej Rozman Roza, Gustav Januš und Milan Dekleva. Item Records, 2008.
- Requi:em. Elektronische Musik. Item Records, 2011.
- Charles Gounod: Messe Solennelle; Anton Bruckner: Te Deum. mit Tünde Szaboki, Lydia Vierlinger und Josef Wagner. Kammerchor Klagenfurt Wörthersee, Kärntner Sinfonieorchester, Dirigent: Christian Liebhauser-Karl. Msc Media, 2011.
- Robert Stolz und seine Welterfolge. Mit Regine Hangler und Militärmusik Kärnten. Msc Media, 2015.
- Wo du nicht bist...Begegnung mit Schubert. Mit Carinthia Saxophon Quartett. Item records, 2017.
- Josip Ipavec. Zbrani samospevi. Gesamte Lieder. mit Regine Hangler, Monika Bohinec, Tatjana Pichler & 4SAXESS (Andrej Omejc, Oskar Laznik, Tadej Šepec, Dejan Prešiček)  Založba Litera Maribor. 2021.
- Das Land des Hechelns / Dežela vzdihljajev. Von Jazz bis Operette / od jazza do operete. mit Karen Asatrian. Item records, 2022 (LC 98702)